# Wereldkampioenschap schaatsen allround 1890
Het Wereldkampioenschap allround in 1890 werd van 3 tot 4 januari 1890 verreden op het Museumplein in Amsterdam.
Dit kampioenschap was het tweede wereldkampioenschap allround, er was echter geen internationale bond die de wedstrijden organiseerde. De Internationale Schaatsunie (ISU) zou pas in de zomer van 1892 opgericht worden. Tot die tijd werden de (onofficiële) wereldkampioenschappen allround wel steeds op het Museumplein in Amsterdam georganiseerd. Er was geen titelverdediger omdat het wereldkampioenschap van 1889 onbeslist eindigde.

## Klassement
|     | Schaatser         | Land                | ½ mijl Kwalificatie | ½ mijl finale | 1 mijl     | 2 mijl     | 5 mijl      |
| (1) | Adolf Norseng     | Noorwegen           | 1.22,4 (1)          | 1.24,6 (2)    | 3.07,0 (2) | 6.25,0 (1) | 16.48,4 (1) |
| (2) | George Jurrjens   | Nederland           | 1.31,2 (6)          |               | 3.15,0 (3) | 6.53,0 (3) | 18.33,4 (2) |
| (3) | Fritz Ahrendt     | Duitse Keizerrijk   | 1.31,4 (7)          |               | 3.34,6 (6) | 7.20,8 (5) | 19.38,4 (3) |
| NS4 | Klaas Pander      | Nederland           | 1.22,6 (2)          | 1.24,4* (1)   | 3.06,0 (1) | 6.33,4 (2) | NS          |
| NS4 | Jaap Houtman      | Nederland           | 1.30,8 (5)          |               | 3.20,0 (4) | 7.09,0 (4) | NS          |
| NS2 | N. Kampers        | Nederland           | 1.45,0 (10)         |               | NS         |            | 20.40,0 (4) |
| NS2 | Wim de Boer       | Nederland           | 1.37,0 (9)          |               | NS         |            |             |
| NS2 | Aleksandr Panshin | Keizerrijk Rusland  | 1.26,0 (3)          | 1.26,0 (3)    | NS         |            |             |
| NS2 | Even Godager      | Noorwegen           | 1.26,8 (4)          | 1.27,0 (4)    | NS         |            |             |
| NS2 | Foeke Tjalma      | Nederland           | 1.31,6 (8)          |               | NS         |            |             |
| NS2 | J. Jurrjens       | Nederland           | 2.02,0* (11)        |               | NS         |            |             |
| NF1 | A. Couvée         | Nederland           | NF                  |               |            |            |             |
| NF1 | G. Couvée         | Nederland           | NF                  |               |            |            |             |
| NF1 | Jibbens           | Nederland           | NF                  |               |            |            |             |
| NS1 | Charles Tebbutt   | Verenigd Koninkrijk |                     |               | 3.25,6 (5) | NF         |             |

* = met val
NC = niet gekwalificeerd
NF = niet gefinisht
NS = niet gestart
DQ = gediskwalificeerd